# Bjärken, Södermanland
Bjärken är en våtmark eller myr, tidigare sjö i Katrineholms kommun i Södermanland och ingår i Nyköpingsåns huvudavrinningsområde. Sjön har en area på 0,0915 kvadratkilometer och ligger 31,3 meter över havet. Sjön avvattnas av vattendraget Vadstorpån.

## Delavrinningsområde
Bjärken ingår i det delavrinningsområde (652311-153690) som SMHI kallar för Ovan Enarenån. Medelhöjden är 43 meter över havet och ytan är 14,95 kvadratkilometer. Räknas de 3 avrinningsområdena uppströms in blir den ackumulerade arean 70,81 kvadratkilometer. Vadstorpån som avvattnar avrinningsområdet har biflödesordning 2, vilket innebär att vattnet flödar genom totalt 2 vattendrag innan det når havet efter 58 kilometer. Avrinningsområdet består mestadels av skog (46 procent), öppen mark (15 procent) och jordbruk (36 procent). Avrinningsområdet har 0,09 kvadratkilometer vattenytor vilket ger det en sjöprocent på 0,6 procent.